# الكبيرة (الجميمة)

تعديل مصدري - تعديل

الكبيرة هي إحدى قرى عزلة خطوه الحمارين بمديرية الجميمة التابعة لمحافظة حجة، بلغ تعداد سكانها 21 نسمة حسب تعداد اليمن لعام 2004.